# Mistrovství Evropy ve fotbale hráčů do 21 let 1994
Mistrovství Evropy ve fotbale hráčů do 21 let 1994 bylo devátým ročníkem tohoto turnaje. Vítězem se stala italská fotbalová reprezentace do 21 let, která tak obhájila titul z minulého ročníku.

## Kvalifikace
Hlavní článek: Kvalifikace na Mistrovství Evropy ve fotbale hráčů do 21 let 1994
Celkem 32 týmů bylo rozlosováno do šesti skupin po šesti, resp. pěti týmech. Ve skupinách se utkal každý s každým doma a venku. Vítězové skupin a dva nejlepší týmy ze druhých míst následně postoupili do vyřazovací fáze hrané systémem doma a venku. Semifinále, zápas o 3. místo a finále se hrálo jednozápasově v pořadatelské zemi.

## Vyřazovací fáze

### Čtvrtfinále
| Domácí v 1. zápase | Celkem | Hosté v 1. zápase | 1. zápas | 2. zápas |
| ------------------ | ------ | ----------------- | -------- | -------- |
| Francie            | 3:0    | Rusko             | 2:0      | 1:0      |
| Itálie             | 3:1    | Československo    | 3:0      | 0:1      |
| Polsko             | 1:5    | Portugalsko       | 1:3      | 0:2      |
| Španělsko          | 4:2    | Řecko             | 0:0      | 4:2      |

- Vzhledem k tomu, že kvalifikace na turnaj začala ještě před rozdělením Československa, obě země se fotbalově rozdělily až po skončení turnaje.

### Semifinále
| Tým #1      | Výsledek       | Tým #2    |
| ----------- | -------------- | --------- |
| Portugalsko | 2:0            | Španělsko |
| Francie     | 0:0 3:5 (pen.) | Itálie    |

### O 3. místo
| Tým #1    | Výsledek | Tým #2  |
| --------- | -------- | ------- |
| Španělsko | 2:1      | Francie |

### Finále
| Tým #1 | Výsledek | Tým #2      |
| ------ | -------- | ----------- |
| Itálie | 1:0      | Portugalsko |